# Mycalesis lorna
Mycalesis lorna är en fjärilsart som beskrevs av Grose-smith 1894. Mycalesis lorna ingår i släktet Mycalesis och familjen praktfjärilar. IUCN kategoriserar arten globalt som livskraftig. Inga underarter finns listade i Catalogue of Life.